# Летние Олимпийские игры 1900
II летние Олимпийские игры (англ. 1900 Summer Olympics, фр. Jeux Olympiques d'été de 1900, официально называются Игры II Олимпиады) прошли в Париже (Франция) с 14 мая по 28 октября 1900 года. Проведение Игр было приурочено к Всемирной выставке, проходившей в то время во французской столице. Игры стали более массовыми по сравнению с прошлыми Играми-1896 в Афинах — приехало больше спортсменов и устраивалось больше соревнований. 997 участников, из них 22 женщины, которые впервые участвовали в Олимпийских играх (шесть спортсменок разыграли первенство в соревнованиях по теннису и гольфу) представляли 24 страны и соревновались за 95 комплектов медалей в 20 видах спорта.

## Выбор города
23 июня 1894 года в Сорбонне (Париж) состоялся первый международный конгресс МОК. В числе вопросов, обсуждаемых на этом совещании, был выбор места проведения I Олимпийских игр. Пьер де Кубертен предложил провести Игры в 1900 году в Париже, и приурочить их к запланированной на то же время Всемирной выставке. Однако делегаты решили, что шестилетнее ожидание Игр может уменьшить интерес к ним. Поэтому собравшиеся решили провести I Игры в 1896 году в Афинах, а не в Париже.
После проведения Игр греки заявили, что имеют право провести у себя и последующие соревнования, считая, что Греция — это родина Олимпийских игр, и они могут проходить только там. Эта идея была выдвинута королём Георгом I, и её поддержали многие его соотечественники. Кубертен и МОК поблагодарили их за проведение и организацию Игр, однако отказали в повторном проведении. Вместо этого они предложили организовывать раз в четыре года Греческие игры, в которых могли бы участвовать только греки, и этим решил заняться принц Константин. Кроме того, военная агрессия против Османского острова Крит в 1897 году окончательно исключила возможность повторного проведения игр в Афинах. Выбор в пользу Парижа был подтверждён на втором конгрессе МОК в 1897 году в Гавре.

## Организация Игр
Для организации Игр был создан специальный организационный комитет. Планировалось провести Игры в древнегреческом стиле — построить декоративные храмы и статуи. На первом собрании комитета 29 мая 1898 года была разработана программа проведения Игр. Затем, организационный комитет занялся приглашением спортсменов из разных стран, и своё желание участвовать в Играх первыми выразили любительские клубы Великобритании, США, Российской империи и Австралии. Однако многие планы не смогли воплотиться по разным причинам.
Директор Выставки Альфред Пикар считал спорт «бесполезным и абсурдным занятием» и поначалу был абсолютно против проведения Игр, однако после некоторых уговоров, он всё-таки согласился. Затем, 6 ноября 1898 года, Французский спортивный союз атлетов объявил, что только он имеет право на организацию любых спортивных соревнований на Выставке. МОК не решился вступать в борьбу с этим союзом, и уступил это право. Новый комитет по организации Игр был создан 19 февраля 1899 года.
Во главе этого комитета стал Пикар и президент Французской стрелковой ассоциации Даниэль Мериллон. Они объявили новый список соревнований и новый список спортивных площадок. Кроме того, новый организационный комитет почти не использовал слово «Олимпийский», многие соревнования назывались «Международным чемпионатом» или «Конкурсом Выставки». Кубертен тем временем ездил по разным странам, приглашая всё больше и больше спортсменов принять участие в соревнованиях.
Спортивные соревнования проходили в местах, довольно отдалённых друг от друга. Легкоатлетические дисциплины проходили на площадках Гоночного клуба в Париже в Булонском лесу, плавание прямо в реке Сене, фехтование в садах дворца Тюильри, теннис в западной части Парижа, а конный спорт в восточной. Велосипедисты соревновались на стадионе «Парк де Пренс», а стрелки в различных тирах по всему городу. Соревнования по парусному спорту проходили за пределами Парижа в департаменте Ивелин и в городе Гавре.

## Церемонии открытия и закрытия Игр
Церемонии открытия и закрытия на этих Играх не проводились, и поэтому не были продолжены многие Олимпийские традиции. Даты 14 мая и 28 октября являются условными, так как в этот период в программу Выставки включались различные спортивные соревнования.

## Календарь Игр
| Спорт                 | Даты                                                                 |
| --------------------- | -------------------------------------------------------------------- |
| Академическая гребля  | 25, 26 августа                                                       |
| Баскская пелота       | 14 июня                                                              |
| Велоспорт             | 11-13, 15 сентября                                                   |
| Водное поло           | 11, 12 августа                                                       |
| Гольф                 | 2, 3 октября                                                         |
| Конный спорт          | 29, 31 мая, 2 июня                                                   |
| Крикет                | 19, 20 августа                                                       |
| Крокет                | 18, 28 июня, 4-11 июля                                               |
| Лёгкая атлетика       | 14-16, 19, 22 июля                                                   |
| Парусный спорт        | 20, 22, 24, 25 мая, 1, 5, 6 августа                                  |
| Перетягивание каната  | 17 июля                                                              |
| Плавание              | 11, 12, 15-19 августа                                                |
| Поло                  | 28, 31 мая, 2 июня                                                   |
| Регби                 | 14, 28 октября                                                       |
| Спортивная гимнастика | 29, 30 июля                                                          |
| Стрельба              | 15-17 июля, 1-5 августа                                              |
| Стрельба из лука      | 27 мая-14 августа                                                    |
| Теннис                | 6-11 июля                                                            |
| Фехтование            | 14-19, 22-25, 27-29 мая, 1, 2, 5-7, 9-15, 19, 20, 22, 23, 25-27 июня |
| Футбол                | 20, 23 сентября                                                      |

## Соревнования
Сейчас неизвестно точно, какие виды спорта входили в Олимпийскую программу. Некоторые соревнования организовывал МОК, а некоторые были отдельными соревнованиями Выставки, и к Играм не имели отношения. Несколько соревнований были позже объявлены не Олимпийскими по различным критериям (участие профессионалов, участие исключительно одной команды). Сейчас МОК даёт список из 19 видов спорта (в этом списке водное поло и плавание объединены), а остальные соревнования классифицируются как «неофициальные».

### Олимпийские виды спорта
На Играх проходили соревнования по 20 видам спорта:

В скобках указано количество комплектов медалей
| - Академическая гребля (5) - Баскская пелота (1) - Велоспорт (3) - Водное поло (1) - Гольф (2) - Конный спорт (5) - Крикет (1) - Крокет (3) - Лёгкая атлетика (23) - Парусный спорт (13) | - Перетягивание каната (1) - Плавание (7) - Поло (1) - Регби (1) - Спортивная гимнастика (1) - Стрельба (8) - Стрельба из лука (7) - Теннис (4) - Фехтование (7) - Футбол (1) |

Статус олимпийских видов спорта получили 20 соревнований — академическая гребля, баскская пелота, велоспорт, водное поло, гимнастика, гольф, конный спорт, крикет, крокет, лёгкая атлетика, парусный спорт, перетягивание каната, плавание, поло, регби, стрельба, стрельба из лука, теннис, фехтование и футбол. По сравнению с прошлыми Играми, были отменены два спорта — борьба и тяжёлая атлетика, но ещё 13 были проведены впервые.

#### Академическая гребля
На этих играх впервые проводились соревнования по академической гребле, и они прошли 25 и 26 августа на реке Сене. Всего было разыграно четыре комплекта медалей, за их обладание состязались представители восьми стран.
Соревнования проходили среди одиночек, двоек и четвёрок с рулевыми и восьмёрок. Среди четвёрок прошло два финала и были вручены два комплекта медалей.

#### Баскская пелота
Соревнования по баскской пелоте прошли только на этих играх, хотя показательные выступления в этом виде спорта позже проводились ещё на трёх Олимпийских играх — 1924, 1968 и 1992 годов. В состязаниях участвовало только две команды, которые разыграли между собой золотую и серебряную медали.
Испанская команда, состоящая из спортсменов Хосе де Амесола и Франсиско Вильота, обыграла двух французов Мориса Дюркетти и Эчегерая.

#### Велоспорт
Состязания по велоспорту прошли 11, 13 и 15 сентября. Было разыграно три медали, все на велотреке. Всего участвовало 72 велогонщика, представляющих 6 стран.
В спринте на 2 км участвовало 69 спортсменов. Квалификационные заезды и четвертьфиналы прошли 11 сентября, а 13 сентября полуфиналы и финал. Первые два места заняли французы Жорж Теландье и Фернан Сан, а третье место первый американский велогонщик на Олимпийских играх Джон Лейк.
Гонка на 25 километров прошла 15 сентября. Участвовало 7 спортсменов из 3 стран. Победу одержал француз Луи Бастьен, вторым стал Ллойд Гильдебранд из Франции и третьим Огюст Домен из Франции.
В рамках Игр также прошла гонка по очкам.
Кроме того, прошло ещё несколько велогонок, которые позже не включили в Олимпийскую программу.

#### Водное поло
Соревнования по водному поло прошли 11 и 12 августа. В них приняло участие 7 ватерпольных клубов из четырёх стран.
Соревнования проходили по турнирному принципу — сначала были сыграны четвертьфиналы, затем полуфиналы, и в конце финал. В нём встретились британская и бельгийская команды, и британцы победили со счётом 7:2. Матч за третье место не проходил, поэтому бронзовые медали вручены двум французским командам, проигравшим в полуфинале финалистам.

#### Гольф
Соревнования по гольфу прошли 2 и 3 октября. Всего было два состязания — среди мужчин и среди женщин.
Среди мужчин участвовало 12 гольфистов из четырёх стран. Победителем стал американец Чарльз Сандс, а второе и третье места заняли британцы Уолтер Ратерфорд и Дэвид Робертсон.
В женских соревнованиях, все первые три места заняли американки — Маргарет Эббот, Полин Уиттер и Дарья Прэтт.

#### Конный спорт
В конном спорте, который впервые начал проводиться на Играх, было разыграно пять комплектов медалей — по конкуру, прыжкам в высоту и длину, соревнованиях в гонках с почтовой повозкой и комбинации Hacks and hunter. В прыжках в высоту золотые медали получили сразу два спортсмена — француз Доминик Гардер и итальянец Джованни Джорджо Триссино, а серебряные медали не были вручены.

#### Крикет
Соревнования по крикету прошли среди британской и французской команд по 12 человек, которые соревновались два дня — 19 и 20 августа. Британцы оказались сильнее французов, выиграв со счётом 262:104. Это было единственное соревнование по крикету за всю историю Игр.

#### Крокет
Соревнования по крокету включали в себя три состязания — среди одиночек по одному и два мяча, и среди пар (в них участвовала только одна пара, которая получила золотую медаль не соревнуясь с противником). Женщины также участвовали в этом соревновании, но для них не было отдельных соревнований. Всего участвовало только 10 человек, и только один из них был из Бельгии, все остальные спортсмены были французами. Все медали получили спортсмены именно этой страны.

#### Лёгкая атлетика

##### Спринтерский бег
В спринтерском беге (до 400 м) было проведено 7 дисциплин. Все они были выиграны американцами, и лучшими атлетами были Элвин Крэнцлайн, победивший в трёх забегах, и Джон Тьюксбери, ставший дважды чемпионом и трижды призёром Игр.

##### Бег на средние и дальние дистанции
В беге на средние и дальние дистанции (от 800 м) было проведено 6 забегов, и впервые были проведены гонки с препятствиями и командный забег. Здесь лучшими были британцы, ставшие чемпионами в четырёх дисциплинах. В стипл-чейзе на 2500 м победил канадец Джордж Ортон, а в марафоне лучшим стал люксембуржерец Мишель Теато, однако его медаль приписывается ко французским результатам.

##### Прыжки
Среди прыжковых дисциплин прошло семь соревнований, и по сравнению с прошлыми Играми, были добавлены три новых состязания — тройной прыжок, прыжок в длину и высоту с места. Здесь опять все золотые медали были выиграны американцами. Свой четвёртый титул на Играх завоевал спринтер Крэнцлайн, дважды лучшим становился Ирвинг Бакстер, а Рей Юри победил во всех прыжках с места.

##### Метания
В метательных дисциплинах были разыграны три комплекта медалей, и впервые спортсмены соревновались в метании молота. Американец Джон Флэнаган стал победителем в новом виде состязаний, его соотечественник Ричард Шелдон стал лучшим в толкании ядра, а венгр Рудольф Бауэр победил в метании диска.

#### Парусный спорт
Соревнования по парусному спорту проходили на протяжении всех Игр с 20 мая по 6 августа. Прошло несколько регат, которые различались по водоизмещению яхт. Однако некоторые из них были лишены статуса Олимпийских. Сейчас МОК называет чемпионами 10 команд, а не 13, как говорят другие различные источники. В некоторых категориях было вручено по два комплекта медалей.

#### Перетягивание каната
Перетягивание каната прошло 16 июля. Всего был только один комплект медалей, который разыграли две команды по шесть человек. Первая команда была наполовину шведской и наполовину датской. Вторая состояла полностью из французских спортсменов. Скандинавская команда обыграла французов со счётом 2:0. Их результат был приписан Смешанной команде.

#### Плавание
В плавании прошло 7 дисциплин. Впервые отдельно проводились заплывы на спине. В вольным стиле проходили гонки на 200, 1000 и 4000 м. Кроме того, прошли соревнования среди команд (которые шли не на время, а на очки), заплывы с препятствиями и подводное плавание. Позже эти соревнования были отменены.
В плавании, двукратными чемпионами стали австралиец Фредерик Лейн, британец Джон Джарвис и немец Эрнст Хоппенберг, а француз Шарль де Вандвиль стал однократным чемпионом, выиграв соревнование по подводному плаванию.

#### Поло
Соревнования по поло прошли 28, 31 мая и 2 июня. В них участвовало пять команд, причём три из них были интернациональными и включали спортсменов разных стран. Первое и второе место заняла объединённая американо-британская команда, а третье заняли американо-французская и мексиканская команды.

#### Регби
В соревнованиях по регби участвовало три команды — из Великобритании, Германии и Франции. Он провели друг с другом два матча.
Встреча Франции и Германии прошла 14 октября. Французы обыграли немцев со счётом 27:17. В другом матче, прошедшем 28 октября (последний день Игр), соревновались команды Франции и Великобритании, и французы выиграли со счётом 27:8.
Третий матч между Германией и Великобританией проведён не был, поэтому серебряные медали достались спортсменам обеих сборных. Чемпионами стали французские регбисты.

#### Спортивная гимнастика
Соревнования по гимнастике прошли 29 и 30 июня. Был разыгран всего один комплект медалей в многоборье. Кроме гимнастических упражнений, спортсмены соревновались также в легкоатлетических и тяжелоатлетических дисциплинах.
Всего участвовало 135 человек из 8 стран. Весь призовой подиум заняли французы — Гюстав Сандра стал чемпионом, а Ноэль Ба и Люсьен Демане призёрами Игр.

#### Стрельба
В соревнованиях по стрельбе прошли 9 состязаний. Были отдельно проведены соревнования в командном и индивидуальном зачётах, а стрельба из произвольной винтовки отдельно в трёх положениях. Также, прошли соревнования по стендовой стрельбе.
Лучшими стрелками были швейцарцы, выигравшие в 5 дисциплинах, а четверо спортсменов — Карл Рёдерер, Эмиль Келленбергер, Луи Ришарде и Конрад Штеели — стали двукратными Олимпийскими чемпионами.

#### Стрельба из лука
Соревнования по стрельбе из лука соревновались с 27 мая по 14 августа. Было разыграно 6 медалей в четырёх классах (в «Кордон доре» и «Шапеле» были разные расстояния). Лучшими стрельцами из лука оказались бельгийцы и французы, выигравшие одинаковое количество соревнований.
В этом соревновании, в котором участвовало 153 спортсмена, имена 136 неизвестны.

#### Теннис
Все соревнования по теннису прошли с 6 по 11 июня. Прошло четыре турнира — одиночный и парный среди мужчин, одиночный среди женщин и смешанный (пара мужчин и женщин).
Лучшими теннисистами стали британцы, причём братья Лоуренс и Реджинальд Дохерти и теннисистка Шарлотта Купер стали двукратными чемпионами на этих Играх.

#### Фехтование
Соревнования по фехтованию стали самыми массовыми на Играх, в них приняло участие даже больше спортсменов и стран, чем в лёгкой атлетике. Фехтование проходило с 14 мая (первый день игр) по 27 июня, иногда прерываясь на несколько дней.
В фехтовании лидировали французы, выиграв 5 из 7 золотых медалей. Кроме того, чемпионами Игр стали итальянец Антонио Конте и кубинец Рамон Фонст. Только в этом виде спорта соревновались профессионалы, для которых выделили четыре дисциплины.

#### Футбол
Соревнования по футболу прошли с 20 и 23 октября. В них участвовали футбольные команды Бельгии, Великобритании и Франции. Прошло только два матча — Франция против Великобритании, который был выигран британцами со счётом 4:0, и между Францией и Бельгией, который французы выиграли со счётом 6:2. Золотые медали достались британской команде, французы заняли второе место, а бельгийцы — третье.

### Неофициальные виды спорта
- Боулинг на траве
- Автогонки
- Гонка на воздушных шарах
- Жё-де-пом в помещении и на воздухе
- Стрельба по голубям (стендовая стрельба)
- Пожарный спорт

## Страны-участницы
На этих Играх, согласно МОК, участвовало 24 страны. По сравнению с прошлыми Играми, своих спортсменов представили 12 новых стран (Аргентина, Бельгия, Богемия, Индия, Испания, Канада, Куба, Мексика, Нидерланды, Норвегия, Российская империя и Румыния) а две страны не прислали своих атлетов (Болгария и Чили).
| - Австралия - Австрия - Аргентина - Бельгия - Богемия - Великобритания - Венгрия - Германия | - Греция - Дания - Индия - Испания - Италия - Канада - Куба - Мексика | - Нидерланды - Норвегия - Россия - Румыния - США - Франция - Швейцария - Швеция |

Многие источники включают в список стран-участниц ещё четыре НОКа, которые впервые участвовали в Играх:
- Гаити
- Иран
- Люксембург — долгое время считалось, что Мишель Теато живёт во Франции, но позже выяснилось, что он из Люксембурга[17].
- Перу

## Медальный зачёт
На Играх вручались только серебряные медали за первые места и бронзовые за вторые. Обладатели третьих мест не награждались, однако позже МОК условно распределил бронзовые медали по странам. Многим спортсменам вообще не вручались медали — они получали кубки и другие подобные призы.
Впервые первые места заняли спортсмены из Бельгии, Испании, Италии, Канады, Кубы и Нидерландов. На призовых местах в первый раз расположились представители Богемии, Индии, Мексики, Норвегии и Швеции.
Ниже показаны десять стран, которые выиграли больше всего медалей:

Жирным выделено наибольшее количество медалей в своей категории; страна-организатор также выделена.
| Общее количество медалей |                   |        |         |        |       |
| Место                    | Страна            | Золото | Серебро | Бронза | Всего |
| 1                        | Франция           | 27     | 38      | 37     | 102   |
| 2                        | США               | 18     | 15      | 15     | 47    |
| 3                        | Великобритания    | 15     | 8       | 9      | 32    |
| 4                        | Смешанная команда | 8      | 5       | 6      | 19    |
| 5                        | Бельгия           | 6      | 7       | 4      | 17    |
| 6                        | Швейцария         | 6      | 2       | 1      | 9     |
| 7                        | Германия          | 4      | 3       | 2      | 9     |
| 8                        | Италия            | 3      | 2       | 0      | 5     |
| 9                        | Австралия         | 2      | 0       | 3      | 5     |
| 10                       | Дания             | 1      | 3       | 2      | 6     |
| 11                       | Венгрия           | 1      | 2       | 2      | 5     |
| 12                       | Куба              | 1      | 1       | 0      | 2     |
| 13                       | Канада            | 1      | 0       | 1      | 2     |
| 14                       | Испания           | 1      | 0       | 0      | 1     |
| 14                       | Люксембург        | 1      | 0       | 0      | 1     |
| 16                       | Австрия           | 0      | 3       | 3      | 6     |
| 17                       | Нидерланды        | 0      | 2       | 3      | 5     |
| 18                       | Норвегия          | 0      | 2       | 1      | 3     |
| 19                       | Индия             | 0      | 2       | 0      | 2     |
| 20                       | Богемия           | 0      | 1       | 1      | 2     |
| 21                       | Швеция            | 0      | 0       | 1      | 1     |

### Лидеры среди спортсменов

#### По числу медалей
| Обладатели четырёх и более медалей |                       |        |         |        |       |
| Место                              | Страна                | Золото | Серебро | Бронза | Всего |
| 1                                  | Ирвинг Бакстер (USA)  | 2      | 3       | 0      | 5     |
| 2                                  | Джон Тьюксбери (USA)  | 2      | 2       | 1      | 5     |
| 3                                  | Элвин Крэнцлайн (USA) | 4      | 0       | 0      | 4     |
| 4                                  | Конрад Штеели (SUI)   | 3      | 0       | 1      | 4     |
| 5                                  | Ахилл Парош (FRA)     | 1      | 2       | 1      | 4     |
| 6                                  | Стэнли Роули (AUS)    | 1      | 0       | 3      | 4     |
| 7                                  | Оле Эстмо (NOR)       | 0      | 2       | 2      | 4     |

#### По числу золотых медалей
| Обладатели трёх и более медалей |                       |        |         |        |       |
| Место                           | Страна                | Золото | Серебро | Бронза | Всего |
| 1                               | Элвин Крэнцлайн (USA) | 4      | 0       | 0      | 4     |
| 2                               | Конрад Штеели (SUI)   | 3      | 0       | 1      | 4     |
| 3                               | Рей Юри (USA)         | 3      | 0       | 0      | 3     |

## Критика
Эти Игры называют худшими Олимпийскими играми. Их, как и Игры 1904 года, часто называют «Ярмарочными играми». Из-за плохой, практически беспорядочной организации, многие спортсмены даже не знали, что участвуют именно в Олимпийских играх.